# Didsbury (Alberta)
Didsbury es un pueblo canadiense situado en la provincia de Alberta.

## Superficie
Didsbury tiene una superficie de 16,12 km².

## Demografía
En 2021, tenía 5070 habitantes, una densidad poblacional de 314,5 hab./km², y 2157 viviendas.